# لویی فرانسوا
لویی فرانسوا (فرانسوی: Louis François‎؛ ۲۴ ژوئیه ۱۹۰۶ – ۱۵ نوامبر ۱۹۸۶) کشتی‌گیر فرنگی اهل فرانسه بود.
وی در مسابقات کشوری و بین‌المللی در مجموع برندهٔ ۱ مدال برنز شده‌است.